# Ricardo Maneiro
Ricardo Maneiro (18 de diciembre de 1942 - 7 de enero de 2023) es un escritor nacido en Tucumán, Argentina en 1942. Vivió en Barrio Marítimo, de Berazategui.
Fue narrador, traductor y dramaturgo, integró el Consejo de Redacción de la revista El escarabajo de oro, y más tarde el de El ornitorrinco, dirigida por Abelardo Castillo y Liliana Heker. 
Fundó y dirigió El molino de pimientaCabaret Literario, desde Hudson (Berazategui). 

## Obras
- En otro tiempo yo también cantaba (1990). Cuentos
- A la mancha venenosa (1992). Teatro. En colaboración con Mario de Vitis.
- Noches (de San Venancio a San Ivón). (2006). Novela.